# خط عرض 11° جنوب
خط عرض 11° جنوب هي إحدى دوائر العرض الجغرافية، وهي دوائر وهمية تحيط بالكرة الأرضية، وموازية لخط الاستواء، وتتميز هذه الدائرة بأن الأراضي الواقعة عليها تنتمي للمنطقة المدارية الحارة.

## حول العالم
خط عرض 11° جنوب يبدأ من خط الزوال الأولي ويتجه شرقا ويمر عبر:
| الإحداثيات                           | البلد أو الإقليم أو البحر   | ملاحظات |
| ------------------------------------ | --------------------------- | --- |
| 11°0′S 0°0′E / 11.000°S 0.000°E      | المحيط الأطلسي              | |
| 11°0′S 13°52′E / 11.000°S 13.867°E   | أنغولا                      | |
| 11°0′S 22°12′E / 11.000°S 22.200°E   | جمهورية الكونغو الديمقراطية | |
| 11°0′S 23°20′E / 11.000°S 23.333°E   | أنغولا                      | |
| 11°0′S 23°38′E / 11.000°S 23.633°E   | جمهورية الكونغو الديمقراطية | لحوالي 8 km |
| 11°0′S 23°43′E / 11.000°S 23.717°E   | أنغولا                      | لحوالي 5 km |
| 11°0′S 23°46′E / 11.000°S 23.767°E   | جمهورية الكونغو الديمقراطية | لحوالي 13 km |
| 11°0′S 23°53′E / 11.000°S 23.883°E   | أنغولا                      | لحوالي 15 km |
| 11°0′S 24°1′E / 11.000°S 24.017°E    | زامبيا                      | لحوالي 13 km |
| 11°0′S 24°8′E / 11.000°S 24.133°E    | جمهورية الكونغو الديمقراطية | |
| 11°0′S 28°30′E / 11.000°S 28.500°E   | زامبيا                      | |
| 11°0′S 33°18′E / 11.000°S 33.300°E   | مالاوي                      | |
| 11°0′S 34°13′E / 11.000°S 34.217°E   | بحيرة ملاوي                 | |
| 11°0′S 34°36′E / 11.000°S 34.600°E   | تنزانيا                     | |
| 11°0′S 39°30′E / 11.000°S 39.500°E   | موزمبيق                     | |
| 11°0′S 40°30′E / 11.000°S 40.500°E   | المحيط الهندي               | |
| 11°0′S 122°51′E / 11.000°S 122.850°E | إندونيسيا                   | مرورا عبر the جزيرة Dana just south of جزيرة روتي                                                                                |
| 11°0′S 122°52′E / 11.000°S 122.867°E | بحر تيمور                   | مرورا بشمال جزيرة ملفيل (أستراليا) و the Cobourg Peninsula, أستراليا                                                             |
| 11°0′S 132°33′E / 11.000°S 132.550°E | أستراليا                    | Croker Island، إقليم شمالي (أستراليا)                                                                                            |
| 11°0′S 132°34′E / 11.000°S 132.567°E | بحر آرافورا                 | مرورا بشمال the Wessel Islands, أستراليا                                                                                         |
| 11°0′S 142°8′E / 11.000°S 142.133°E  | أستراليا                    | شبه جزيرة كيب يورك، كوينزلاند |
| 11°0′S 142°44′E / 11.000°S 142.733°E | بحر المرجان                 | Passing between جزر the Louisiade Archipelago, بابوا غينيا الجديدة                                                               |
| 11°0′S 152°30′E / 11.000°S 152.500°E | بحر سليمان                  | مرورا بشمال Rennell Island, جزر سليمان                                                                                           |
| 11°0′S 162°6′E / 11.000°S 162.100°E  | بحر المرجان                 | مرورا بجنوب ماكيرا [لغات أخرى]‏ island, جزر سليمان · مرورا بجنوب Nendo Island, جزر سليمان · مرورا بشمال Utupua Island, جزر سليمان |
| 11°0′S 167°26′E / 11.000°S 167.433°E | المحيط الهادئ               | مرورا بشمال جزيرة سوينز, ساموا الأمريكية (تملكه توكيلاو) · مرورا بجنوب بوكابوكا atoll, جزر كوك                                   |
| 11°0′S 77°40′W / 11.000°S 77.667°W   | بيرو                        | |
| 11°0′S 70°27′W / 11.000°S 70.450°W   | البرازيل                    | Acre |
| 11°0′S 70°6′W / 11.000°S 70.100°W    | بيرو                        | |
| 11°0′S 69°32′W / 11.000°S 69.533°W   | بوليفيا                     | |
| 11°0′S 68°59′W / 11.000°S 68.983°W   | البرازيل                    | Acre |
| 11°0′S 68°50′W / 11.000°S 68.833°W   | بوليفيا                     | |
| 11°0′S 68°47′W / 11.000°S 68.783°W   | البرازيل                    | Acre - لحوالي 15 km |
| 11°0′S 68°19′W / 11.000°S 68.317°W   | بوليفيا                     | |
| 11°0′S 65°18′W / 11.000°S 65.300°W   | البرازيل                    | روندونيا ماتو غروسو توكانتينس باهيا سيرجيبي                                                                                      |
| 11°0′S 37°3′W / 11.000°S 37.050°W    | المحيط الأطلسي              | |